# Bleak Moments
Bleak Moments è un film drammatico del 1971 diretto da Mike Leigh.

## Trama
Sylvia conduce una vita monotona e banale con sua sorella Hilda, la quale è affetta da un ritardo mentale. Nella narrazione, via via intervengono la collega di Sylvia, il suo fidanzato e un ragazzo che abita nel garage di Sylvia, tre figure altrettanto grigie che aiutano a far emergere la situazione di apatia presente fra gli individui.
La trama è enigmatica, così come i dialoghi, infatti ogni azione e ogni frase sono solo dei riempitivi senza alcun senso apparente ma che mettono in mostra la terribile assenza di comunicazione e la continua tensione generata dal semplice fatto di trovarsi di fronte ad un'altra persona. Il film evidenzia il disagio sociale generato dal quadro della società inglese di fine anni '60 che nella sua ordinata freddezza forma degli individui inibiti al limite dell'inettitudine, privati della loro umanità.
Le scene più rappresentative sono due: nella prima si mette in risalto ancora una volta la tensione - quasi palpabile - in un momento in cui i cinque protagonisti sono tutti nella stessa stanza e pur guardandosi negli occhi non riescono a dire una parola creando così una scena che, seppur avvolta nel silenzio, è di grande impatto emotivo. La seconda scena importante è il colloquio che avviene tra Sylvia e il fidanzato dopo cena, la donna infatti grazie all'alcol e alla sua insofferenza a sottostare a questa vita arida abbandona per un attimo le sue inibizioni e ricerca un contatto umano, un attimo di emozione e di vitalità, ricerca che tuttavia viene brutalmente ignorata dall'uomo, il quale lascia cadere il discorso come una manciata delle solite parole vuote.
Lo svolgimento del film è la trasposizione fattuale dei rapporti interpersonali, infatti il susseguirsi di avvenimenti che non portano mai ad una compiutezza di senso genera una tensione frustrante che porta al disagio.
In ogni scena è ben visibile l'attenzione estetica di Leigh per ogni fotogramma, infatti tutto il film presenta una cura delle luci notevole, elemento non secondario che contribuisce a fare di questo film una vera opera d'arte.

## Accoglienza
Lo stesso Mike Leigh in una lunga intervista sulla sua opera, nella parte dedicata a Bleak Moments, tra le tante informazioni e aneddoti, ricorda «un certo Tim Horrocks, che faceva l'insegnante, l'intellettuale e il regista e che purtroppo è morto giovane». Nella rivista Sinic, cui collaborava anche Leigh, Horroks scrisse che «Questo film è a cavallo tra gli anni sessanta e gli anni settanta. Si trova all'apice degli anni sessanta con la sua protesta e degli anni settanta perché riflette la nostra inclinazione all'introspezione». Il film fu presentato al London Film Festival  e, uscendo nello stesso tempo di Frenzy di Hitchcock, George Melly su l' Observer elogiò il film e scrisse: «Alfred Hitchcock è famoso per trattare i suoi attori come bestie e si vede. Mike Leigh al contrario non fa cose del genere ...».

## Premi e riconoscimenti
- Pardo d'Oro 1972 al Festival del cinema di Locarno